# Broché

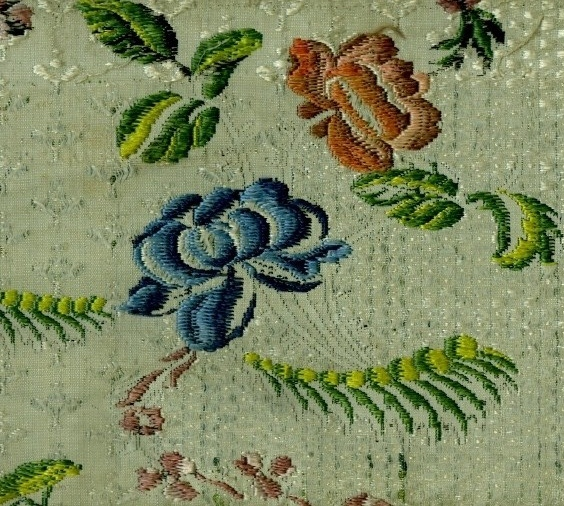
Detail van gebrocheerde zijde, tweede helft 18de eeuw.

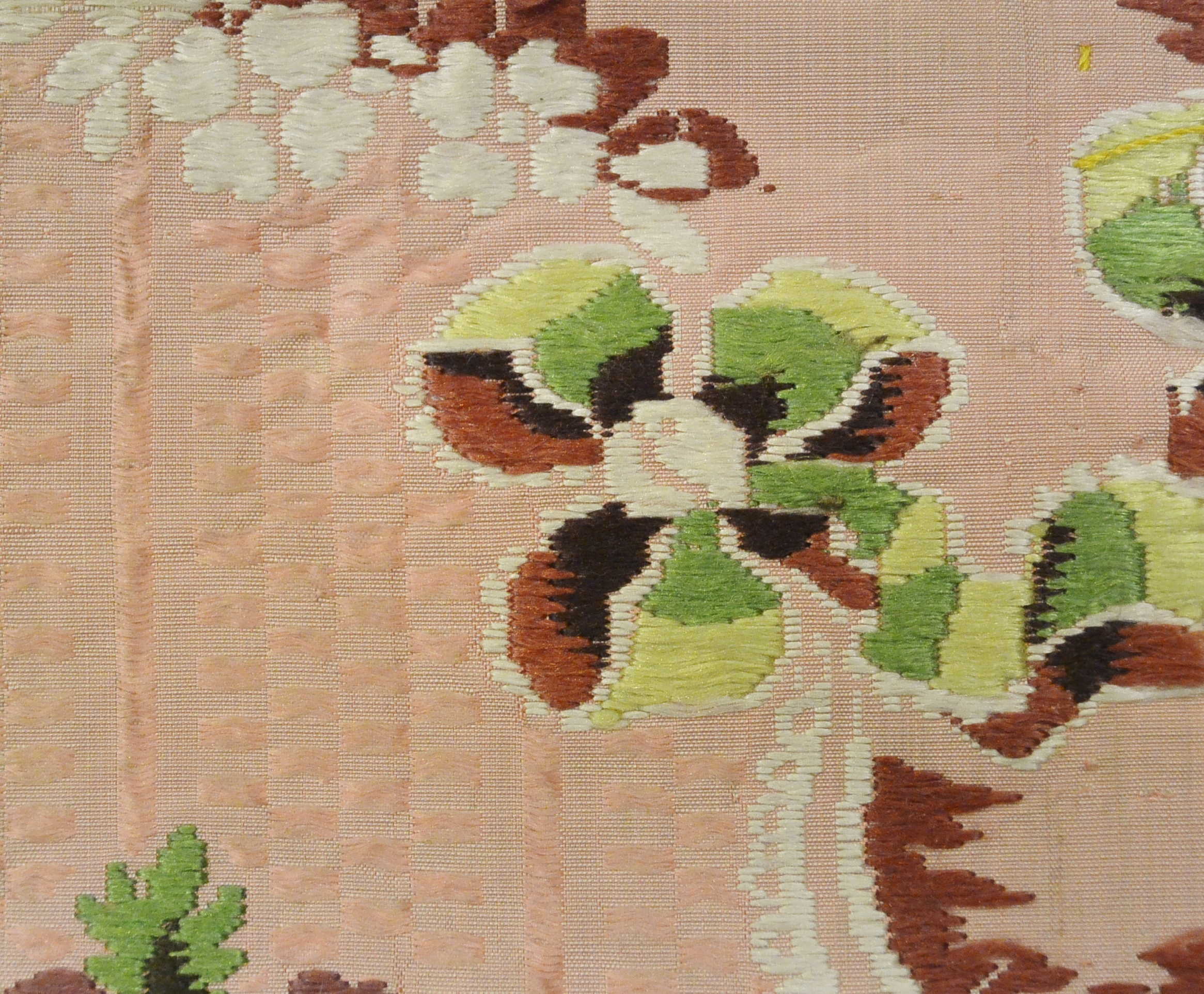
Detail van gebrocheerde zijde, tweede helft 18de eeuw.

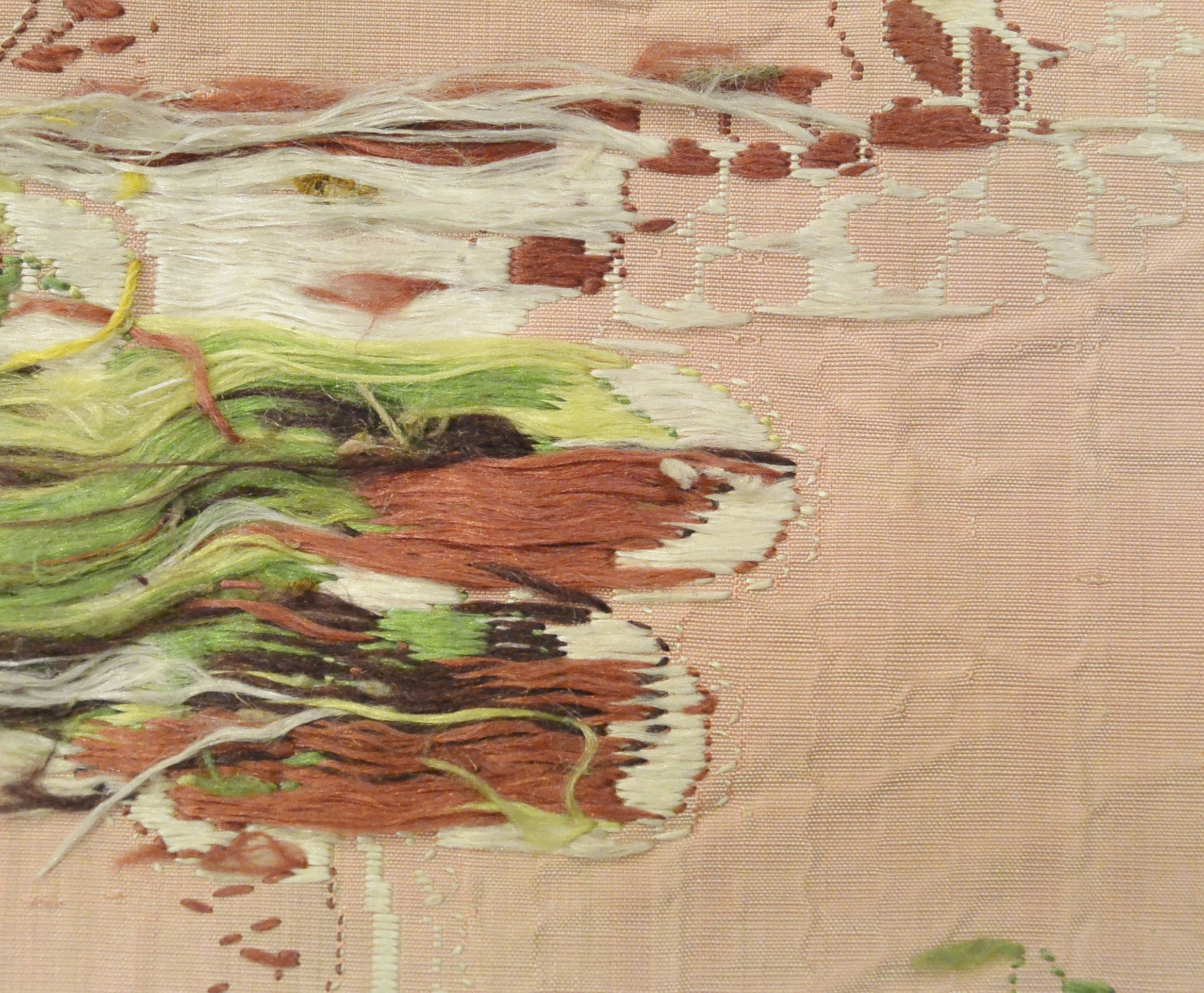
Detail van gebrocheerde zijde, achterzijde van vorige fragment.

Broché is een weefsel met door de inslag gevormde figuren, waarbij de toegevoegde inslagdraad aan de randen van het figuur terugkeert. Dit in tegenstelling tot lancé, waarbij de inslag die het patroon vormt over de gehele breedte van het weefsel loopt. Het kan bij elke binding worden toegepast. Het Franse woord ‘broché’ betekent ‘gestikt’, omdat het resultaat erg lijkt op borduurwerk.

## Techniek en eigenschappen
De figuren van broché worden gevormd door een extra inslagstelsel. Het garen voor deze figuren wordt op aparte spoeltjes, de zogenaamde brocheerspoelen, gewikkeld. Zo vaak als het patroon zich over de breedte herhaalt, zo veel spoeltjes zijn er nodig.
Oorspronkelijk werden de figuren met de hand ingeweven. Later werd de brocheerlade ontwikkeld, die onder het weefsel wordt geplaatst. Deze bevat een gewone lade, voor de normale inslag (grondschot), en een bandlade met de spoeltjes voor de versiering (broché-schot). Deze laden worden afwisselend gebruikt.
Brocheren wordt vooral toegepast voor figuren van kostbare garens, zoals zijde-, goud- of zilverdraad, omdat er minder materiaal voor nodig is. Bovendien blijven weefsels soepeler als de extra inslag niet over de gehele breedte loopt.